# 皆川裕史

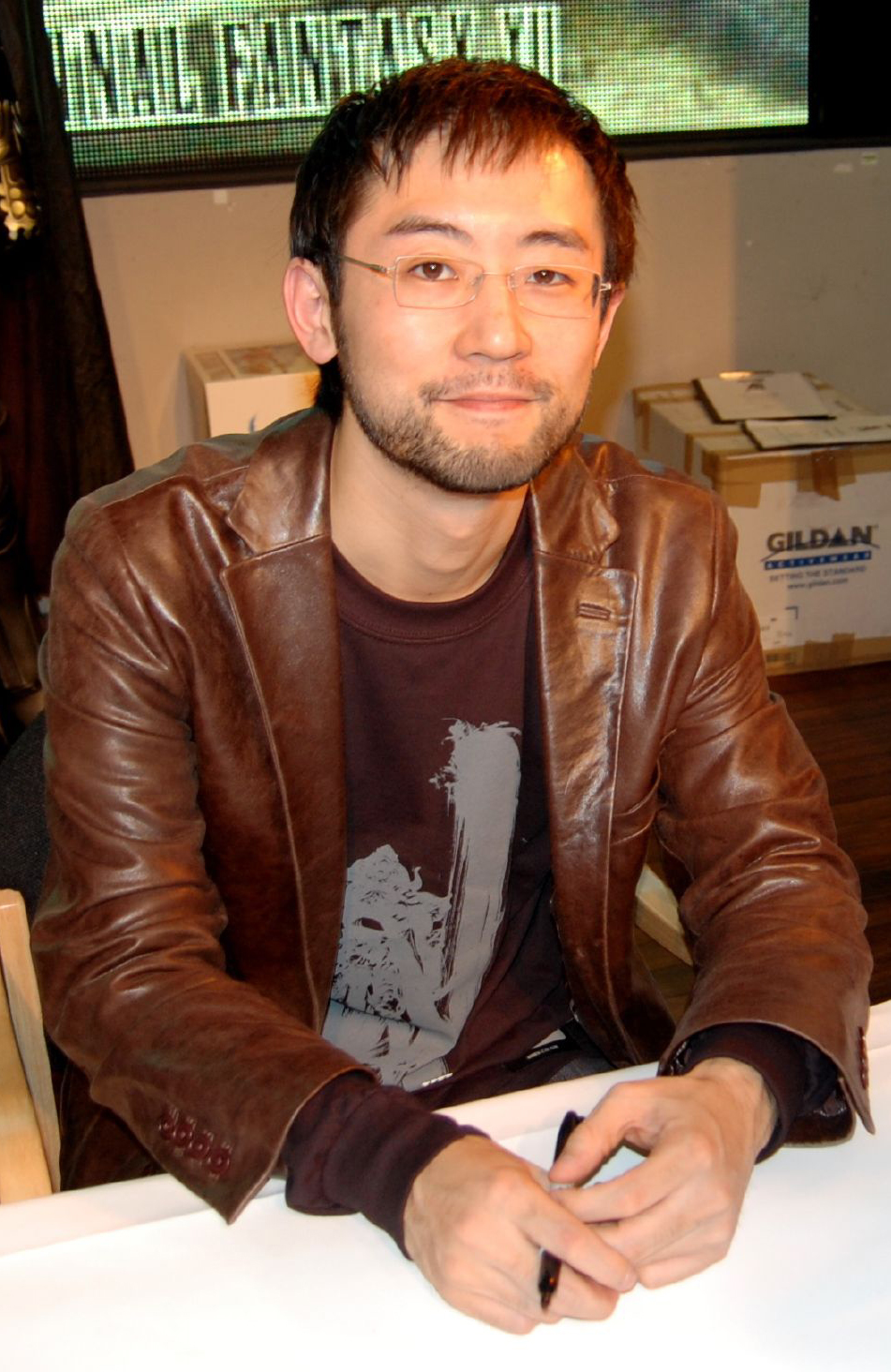
ロンドンでのファイナルファンタジーXII発売記念イベントにて（2007年）

皆川 裕史（みながわ ひろし、1970年8月11日 - ）は、ゲームクリエイター。スクウェア・エニックス第4開発事業部所属。
クエストにてマジカルチェイス等の企画開発を手掛けたのち松野泰己らと共に『伝説のオウガバトル』、『タクティクスオウガ』などを制作。
1995年にスクウェア（現：スクウェア・エニックス社）に移籍した。
『ファイナルファンタジーXII』では退社した松野に代わりディレクターを担当した。

## 人物
中学生の頃にマーブルマッドネス（アタリ社のアーケードタイトル）をプレイしゲーム性と実際の操作方法とゲーム画面が一体になっているという事に感銘を受ける。
クエストにて関わったタイトルでは独自製作のフォントから画面すべてをドット打ちし、統一された画作りを成功させる。
旧スクウェア入社後は主に吉田明彦のアートを実際のゲーム画面で破綻させない事を目指しテクスチャ、モデリングといった分野に携わる。
また、アーティストの為のツール作りにも積極的であり、コンバートなどマシンの処理で発生する待ち時間の最小限化、デザインに掛けられる時間を長く取ろうという考えの基、開発中でも実際のゲーム画面でどう見えるのかが解る「即時プレビューツール」等を開発。
エンジン、ツール種目における特許も多数取得しており
村田琢(スクウェア・エニックス研究開発部部長)は皆川との共同開発経験を経て、スクウェア・エニックス全社共通開発基盤のプロジェクトが始まったと述べている。
開発ディレクション出身である為たびたびディレクター業に就くが松野泰己は「氏はアーティストである」と述べており
本人もタクティクスオウガ運命の輪製作時、肩書きとしてはディレクターだが、やっている内容としては昔と変わっておらず、松野がゲームデザインをして、吉田がイラストを描き、それをゲーム画面化するためのベース作り、開発スタッフの編成を担当していると発言している。

## 製作作品
- マジカルチェイス（ゲームデザイン、アートディレクション）
- 伝説のオウガバトル（アートディレクション）
- タクティクスオウガ（アートディレクション）
- ファイナルファンタジータクティクス（アートディレクション）
- ファイナルファンタジータクティクスアドバンス（アーティスティックスーパーバイザー）
- ベイグラントストーリー（アートディレクション）
- ファイナルファンタジーXII（キャラクターモデル統括、ディレクター）
- タクティクスオウガ 運命の輪（ディレクター）
- ファイナルファンタジーXIV新生エオルゼア（リードUIアーティスト兼リードWebコンテンツアーティスト）
- ファイナルファンタジーXII ザ ゾディアックエイジ（スーパーバイザー）